# Soó-rendszer
A Soó-rendszer a Soó Rezső által először 1948-ban közzétett, majd 1953-ban a virágtalan növények akkor legkorszerűbbnek tartott rendszerével kiegészített virágos növényeket osztályozó rendszertana.
Változatai: 
- az 1947-es ősváltozat
- az 1953-as javított kiadás
- az 1961-es első átdolgozás
- az 1967-es módosítás a kemotaxonómiai eredmények alapján
- az 1977-es kibővített, 8 ágazatba átdolgozott kiadás.

Kialakulására, fejlődésére a következő rendszerek hatottak: Halley (1912), Bessey (1915), Troll (1944), Busch (1944), Grossheim (1946), Gundersen (1950), Pulle (1952), Takhtajan (1954), Cronquist (1957), Hutchinson (1959), Meeuse (1961) és Melville (1962).
Soó a zárvatermőkön belül a fejlődési soroknak megfelelő ágazatokat alakított ki. Az egyes ágazatokon belül a rendek (ezeket sorozatnak nevezi) fejlettségük sorrendjében követik egymást.
A magyar felsőoktatásban évtizedekig használt, dr. Hortobágyi Tibor által szerkesztett Növényrendszertan című könyv a Soó-rendszer többször korszerűsített változatát használta a zárvatermők rendszerezésénél.

## Virophyta – Vírusok
I. sorozat. Virales – Vírusfélék
1. alsorozat. Phytophagineae – Növényi vírusok
2. alsorozat. Zoophaginae – Állati vírusok
3. alsorozat. Phaginae – Bakteriofágok
II. sorozat. Rickettsiales – Rickettsia-félék

## I. törzs. SCHIZOMYCETES v. SCHIZOMYCOPHYTA – Baktériumok
I. osztály. ACTINOMYCETES (Mycobacteriales) – Sugárgombák
II. osztály. EUBACTERIA
I. sorozat. Eubacteriales
1. család. Pseudomonaceae
2. család. Bacteriaceae
3. család. Bacillaceae
4. család. Spirillaceae
II. sorozat. Chlamydobacteriales
III. sorozat. Ferribacteriales
IV. sorozat. Thiobacteriales
III. osztály. MYXOBACTERIA
IV. osztály. SPIROCHAETAE

## II. törzs. CYANOPHYTA – Kékmoszatok
Vissza a tartalomjegyzékhez
I. sorozat. Chroococcales
II. sorozat. Chamaesiphonales
III. sorozat. Hormogonales

## III. törzs MYXOPHYTA – Nyálkagombák
Vissza a tartalomjegyzékhez
I. osztály. ACRASIALES
II. osztály. MYXOGASTERES

## IV. törzs. EUGLENOPHYTA
Vissza a tartalomjegyzékhez

## V. törzs. CHRYSOPHYTA – Sárgás moszatok
Vissza a tartalomjegyzékhez
1. osztály. XANTHOPHYCEAE – Sárgászöld moszatok
I. sorozat. Heterochloridales
II. sorozat. Heterococcales
III. sorozat. Heterotrichales
IV. sorozat. Heterosiphonales
2. osztály. CHRYSOPHYCEAE
I. sorozat. Chrysomonadales
II. sorozat. Coccolithophorales
III. sorozat. Silicoflagellatae
3. osztály. BACILLARIOPHYCEAE – Kovamoszatok
I. sorozat. Centrales
II. sorozat. Pennales

## VI. törzs. PYRRHOPHYTA – Barázdás moszatok
Vissza a tartalomjegyzékhez
1. osztály. CRYPTOPHYCEAE
2. osztály. DINOPHYCEAE – Páncélos ostorosak
1. alosztály. ADINIFERIDEAE
2. alosztály. DINIFERIDEAE

## VII. törzs. CHLOROPHYTA – Zöldmoszatok
Vissza a tartalomjegyzékhez
1. osztály. CHLOROPHYCEAE
I. sorozat. Volvocales
1. család. Polyblepharidaceae
2. család. Chlamydomonadaceae
3. család. Volvocaceae
II. sorozat. Chlorococcales
1. család. Tetrasporaceae
2. család. Pleurococcaceae
3. család. Protococcaceae
4. család. Hydrodictyaceae
5. család. Oocystaceae
6. család. Scenedesmaceae
7. család. Coelastraceae
III. sorozat. Ulotrichales
1. család. Ulvaceae
2. család. Ulothrichaceae
3. család. Chaetophoraceae
4. család. Trentepohliaceae
5. család. Oedogoniaceae
6. család. Coleochaetaceae
IV. sorozat. Siphonocladiales
1. család. Dasycladaceae
2. család. Cladophoraceae
V. sorozat. Siphonales
1. család. Bryopsidaceae
2. család. Derbesiaceae
3. család. Caulerpaceae
4. család. Codiaceae
5. család. Vaucheriaceae
2. osztály. CONJUGATOPHYCEAE- Járommoszatok
I. sorozat. Desmidiales
1. család. Desmidiaceae
2. család. Mesotaeniaceae
II. sorozat. Zygnemales
3. osztály. CHAROPHYCEAE – Csillárkafélék

## VIII. törzs. PHAEOPHYTA – Barnamoszatok
Vissza a tartalomjegyzékhez
I. sorozat. Phaeosporales
1. család. Ectocarpaceae
2. család. Sphacelariaceae
3. család. Cutleriaceae
II. sorozat. Dictyotales
III. sorozat. Laminariales
IV. sorozat. Fucales

## IX. törzs. RHODOPHYTA – Vörösmoszatok
Vissza a tartalomjegyzékhez
1. osztály. BANGIAE
2. osztály. FLORIDEAE
I. sorozat. Nemalionales
II. sorozat. Gelidiales
III. sorozat. Cryptonemiales
IV. sorozatz. Gigartinales
V. sorozat. Rhodymeniales
VI. sorozat. Ceramiales

## X. törzs. MYCOPHYTA – Gombák
Vissza a tartalomjegyzékhez
1. osztály vagy altörzs. ARCHIMYCETES – Ősgombák
1. család. Olpidiaceae
2. család. Synchytriaceae
3. család. Plasmodiophoraceae
4. család. Woroninaceae
2. osztály vagy altörzs. PHYCOMYCETES – Moszatgombák
I. sorozat. Chytridiales
II. sorozat. Blastocladiales
III. sorozat. Monoblepharidales
IV. sorozat. Oomycetes – Petespórás gombák
1. család. Saprolegniaceae
2. család. Peronosporaceae
1. alcsalád. Pythieae
2. alcsalád. Peronosporineae
3. alcsalád. Albugineae
3. család. Leptomitaceae
V. sorozat. Zygomycetes – Járomspórás gombák
1. család. Mucoraceae
2. család. Entomophtoraceae
3. osztály. ASCOMYCETES – Tömlősgombák
1. alosztály. PROTOASCOMYCETES – Ős tömlősgombák
I. sorozat. Endomycetales
II. sorozat. Taphrinales
2. alosztály. EUASCOMYCETES – Valódi tömlősgombák
I. sorozat. Plectascales
II. sorozat. Perisporiales
III. sorozat. Myriangiales
IV. sorozat. Pseudosphaeriales
V. sorozat. Hemisphaeriales
VI. sorozat. Sphaeriales
VII. sorozat. Diaporthales
VIII. sorozat. Clavicipitales
IX. sorozat. Pezizales – Csészegombák
X. sorozat. Helotiales
XI. sorozat. Tuberales – Szarvasgombák
XII. sorozat. Laboulbeniales
4. osztály. BASIDIOMYCITES – Bazidiumos gombák
1. alosztály. HOLOBASIDIOMYCITES
I. sorozat. Hymenomycites – Hártyagombák
1. család. Exobasidiaceae
2. család. Corticiaceae
3. család. Thelephoraceae
4. család. Clavariaceae – Korallgombák
5. család. Hydnaceae – Gerebengombák
6. család. Polyporaceae – Likacsosgombák
7. család. Agariaceae – Kalapos gombák
II. sorozat. Gasteromycetes – Pöfeteggombák
2. alosztály. PHRAGMABASIDIOMYCETES
I. sorozat. Tremellales – Kocsonyagombák
II. sorozat. Auriculariales – Fül alakú gombák
III. sorozat. Uredinales – Rozsdagombák
IV. sorozat. Ustilaginales – Üszöggombák
5. osztály. LICHENES – Zuzmók
1. alosztály. PHYCOLICHENES
2. alosztály. ASCOLYCHENES
1. sorozat. Pyrenolychenes
2. sorozat. Discolychenes
1. alsorozat. Coniocarpineae
2. alsorozat. Graphidineae
3. alsorozat. Discocarpineae
3. alosztály. BASIDIOLYCHENES

## XI. törzs. BRYOPHYTA – Mohák
Vissza a tartalomjegyzékhez
1. osztály. ANTHOCEROTINAE
2. osztály. HEPATICEA – Májmohák
I. sorozat. Jungermanniales
1. család. Haplomitriaceae
2. család. Jungermanniaceae
3. család. Metzgeriaceae
4. család. Sphaerocarpaceae
II. sorozat. Marchantiales
1. család. Marchantiaceae
2. család. Ricciaceae
3. osztály. MUSCI – Lombosmohák
1. alosztály vagy sorozat. Sphagnales – Tőzegmohák
2. alosztály vagy sorozat. Andreaeales
3. alosztály vagy sorozat. Bryales

## XII. törzs. PTERIDOPHYTA – Harasztok
Vissza a tartalomjegyzékhez
I. osztály. PSILOPSIDA vagy PSILOPHYTINAE – Őscserjék (Ősharasztok)
1. sorozat. Psilophytales
1. család. Rhyniaceae
2. család. Pseudosporochnaceae
3. család. Asteroxylaceae
I.a. osztály. PSILOTINAE (TMESOPSIDA)
2. sorozat. Psilotales
II. osztály. LYCOPSIDA vagy LYCOPODINEAE
1. sorozat. Barragwanathiales
2. sorozat. Lycopodiales
3. sorozat. Selaginellales
4. sorozat. Lepidodendrales vagy Lepidophyta
5. sorozat. Isoetales – Durdafüvek
III. osztály. SPHENOPSIDA
1. sorozat. Hyeniales
2. sorozat. Pseudoborniales
3. sorozat. Sphenophyllales
4. sorozat. Calamitales
5. sorozat. Equisetales – Zsurlók
IV. osztály. PTEROPSIDA vagy FILICINAE – Páfrányok
1. alosztály. PRIMOFILICES – Őspáfrányok
1. sorozat. Cladoxyales
2. sorozat. Coenopteridales
3. sorozat. Arcaeopteridales
2. alosztály. EUSPORANGIATAE
1. sorozat. Ophioglossales
család. Ophioglossaceae
2. sorozat. Marattiales
család. Marattiaceae
3. alosztály. LEPTOSPORANGIATAE
1. sorozat. Filicales – Páfrányok
1. család. Osmundaceae
2. család. Hymenophyllaceae
3. család. Cyatheaceae
4. család. Polypodiaceae
2. sorozat. Marsileales
család. Marsileaceae
3. sorozat. Salviniales
család. Salviniaceae

## XIII. törzs. GYMNOSPERMAE vagy GYMNOSPERMATOPHYTA – Nyitvatermők
Vissza a tartalomjegyzékhez
I. osztály. PTERIDOSPERMAE (Cycadofilices) – Magvaspáfrányok
II. osztály. CYCADINAE (Cycadales) – Cikászok vagy Szágópálmák
III. osztály. BENNETTITINAE (Bennettitales)
IV. osztály. CORDAITINAE (Cordaitales)
V. osztály. GINKGOINAE (Ginkgoales) – Páfrányfenyők
VI. osztály. CONIFERAE – Fenyők (toboztermők)
1. család. Araucariaceae
2. család. Podocarpaceae
3. család. Taxaceae
4. család. Cephalotaxaceae
5. család. Abietaceae = Pinaceae
1. alcsalád. Pinoideae
2. alcsalád. Abietoideae
6. család. Taxodiaceae
7. család. Cupressaceae
1. alcsalád. Thujoideae
2. alcsalád. Cupressoideae
3. alcsalád. Juniperoideae
VII. osztály. CHLAMYDOSPERMAE vagy GNETINAE
1. sorozat. Ephedrales
család. Ephedraceae
2. sorozat. Welwitschiales
család. Welwitschiaceae
3. sorozat. Gnetales
család. Gnetaceae
Javasol egy másik felosztást is:
1. osztály. Pteridospermopsida (Pteridospermae, Cycadales)
2. osztály. Chlamydospermopsida (Bennettitales, Gnetales, Welwitschiales)
3. osztály. Coniferopsida (Cordaitales, Ginkgoales, Coniferales, Ephedrales)

## XIV. törzs. ANGIOSPERMAE vagy ANGIOSPERMATOPHYTA – Zárvatermők
Vissza a tartalomjegyzékhez

### A) osztály. DICOTYLEDONES – Kétszikűek

#### I. ágazat. POLYCARPICAE – RUBIALES
I. sorozat. Polycarpicae
I/a. sorozat. Magnoliales
1. alsorozat. Magnoliineae
1. család. Magnoliaceae
2. család. Degeneriaceae
3. család. Winteraceae
4. család. Annonaceae
5. család. Calycanthaceae
6. család. Cercidiphyllaceae
2. alsorozat. Laurineae
7. család. Lauraceae
8. család. Myristicaceae
3. alsorozat. Berberidineae
9. család. Menispermaceae
10. család. Berberidaceae
1/b. sorozat. Ranales
1. család. Ranunculaceae
1. alcsalád. Paeonioideae
2. alcsalád. Helleboroideae
3. alcsalád. Anemonoideae
2. család. Nymphaeaceae
1. alcsalád. Nelumboideae
2. alcsalád. Nymphaeoideae
3. alcsalád. Cabomboideae
3. család. Ceratophyllaceae
II. sorozat. Aristolochiales
1. család. Aristolochiaceae
2. család. Rafflesiaceae
3. család. Hydnoraceae
III. sorozat. Piperales
család. Piperaceae
IV. sorozat. Hamamelidales
1. család. Hamamelidaceae
2. család. Platanaceae
3. család. Eucommiaceae
V. sorozat. Rosales
1. alsorozat. Rosineae
1.család. Rosaceae
1. alcsalád. Spiraeoideae
2. alcsalád. Pomoideae
3. alcsalád. Rosoideae
4. alcsalád. Prunoideae
5. alcsalád. Chrysobalanoideae
2. alsorozat. Saxifragineae
2. család. Crassulaceae
3. család. Saxifragaceae
1. alcsalád. Saxifragoideae
2. alcsalád. Hydrangeoideae
3. alcsalád. Ribesioideae (Grossulariaceae)
4. család. Cunoniaceae
5. család. Pittosporaceae
6. család. Podostemonaceae
7. család. Hydrostachyaceae
VI. sorozat. Leguminosae
1. család. Mimosaceae
2. család. Caesalpiniaceae
3. család. Papilionaceae
VII. sorozat. Myrtiflorae (Thymelaeales, Myrtales)
1. alsorozat. Thymelaeineae
1. család. Thymelaeaceae
2. család. Elaeagnaceae
2. alsorozat. Myrtineae
3. család. Lythraceae
4. család. Rhizophoraceae
5. család. Myrtaceae
6. család. Punicaceae
7. család. Melastomataceae
8. család. Lecythidaceae
9. család. Onagraceae
11. család. Trapaceae
12. család. Haloragaceae
3. alsorozat. Hippuridineae
13. család. Hippuridaceae
VIII. sorozat. Terebinthales (Anacardiales)
1. alsorozat. Rutineae
1. család. Rutaceae
2. család. Simaroubaceae
3. család. Burseraceae
4. család. Meliaceae
5. család. Malpighiaceae
6. család. Polygalaceae
2. alsorozat. Sapindineae
7. család. Anacardiaceae
8. család. Aceraceae
9. család. Hippocastanaceae
10. család. Sapindaceae
11. család. Balsaminaceae
IX. sorozat. Celastrales
1. család. Aquifoliaceae
2. család. Celastraceae
3. család. Staphyleaceae
X. sorozat. Rhamnales
1. család. Rhamnaceae
2. család. Vitaceae
XI. sorozat. Umbelliflorae (Umbellales)
1. család. Araliaceae
2. család. Cornaceae
3. család. Umbelliferae
1. alcsalád. Hydrocotyloideae
2. alcsalád. Saniculoideae
3. alcsalád. Apioideae
XII. sorozat. Rubiales
1. család. Rubiaceae
1. alcsalád. Cinchonoideae
2. alcsalád. Coffeoideae
2. család. Caprifoliaceae
3. család. Adoxaceae
4. család. Valerianaceae
5. család. Dipsacaceae
Vissza a tartalomjegyzékhez

#### II. ágazat. MALVALES – TUBIFLORAE
XIII. sorozat. Malvales (Columniferae)
1. család. Tiliaceae
2. család. Malvaceae
3. család. Bombacaceae
4. család. Sterculiaceae
XIV. sorozat. Geraniales
1. család. Linaceae
2. család. Oxalidaceae
3. család. Geraniaceae
4. család. Tropaeolaceae
5. család. Erythroxylaceae
6. család. Zygophyllaceae
XV. sorozat. Tricoccae (Euphorbiales)
1. család. Euphorbiaceae
2. család. Dichapetalaceae
3. család. Buxaceae
4. család. Callitrichaceae
XVI. sorozat. Ligustrales
család. Oleaceae
1. alcsalád. Oleoideae
2. alcsalád. Jasminoideae
XVII. sorozat. Contortae (Loganiales, Gentianales)
1. család. Gentianaceae
1. alcsalád. Gentianoideae
2. alcsalád. Menyanthoideae
2. család. Apocynaceae
3. család. Asclepiadaceae
4. család. Loganiaceae
XVIII. Tubiflorae (Polemoniales + Boraginales)
1.család. Convolvulaceae
1. alcsalád. Convolvuloideae
2. alcsalád. Cuscutoideae
2. család. Polemoniaceae
3. család. Hydrophyllaceae
4. család. Boraginaceae
5. család. Verbenaceae
6. család. Labiatae
XIX. sorozat. Personatae (Personales, Solanales)
1. család. Solanaceae
2. család. Scrophulariaceae
1. alcsalád. Pseudosolanoideae
2. alcsalád. Antirrhinoideae
3. alcsalád. Rhinanthoideae
3. család. Bignoniaceae
4. család. Pedaliaceae
5. család. Lentibulariaceae
6. család. Globulariaceae
7. család. Acanthaceae
8. család. Orobanchaceae
9. család. Gesneriaceae
XIX/a sorozat. Plantaginales
család. Plantaginaceae
Vissza a tartalomjegyzékhez

#### III. ágazat. RHODEALES – SYNANDRAE
XX. sorozat. Rhodeales (Papaverales)
1. alsorozat. Rhoeadineae
1. család. Papaveraceae
1. alcsalád. Hypecooideae
2. alcsalád. Papaveroideae
3. alcsalád. Fumaroideae
2. alsorozat. Capparidineae
2. család. Cruciferae
3. család. Capparidaceae
3. alsorozat. Resedineae
4. család. Resedaceae
XXI. sorozat. Sarraceniales
1. család. Sarraceniaceae
2. család. Nepenthaceae
3. család. Cephalotceae
4. család. Droseraceae
XXII. család. Parietales
1. család. Tamaricaceae
2. család. Frankeniaceae
3. család. Cistaceae
4. család. Bixaceae
5. család. Violaceae
6. család. Flacourtiaceae
7. család. Passifloraceae
8. család. Caricaceae
9. család. Loasaceae
10. család. Begoniaceae
11. család. Elatinaceae
XXIII. sorozat. Cucurbitales
család. Cucurbitaceae
XXIV. sorozat. Campanunales
1. család. Campanulaceae
2. család. Lobeliaceae
XXII. sorozat. Asterales (Campanulatae, Synandrae)
1. család. Compositae
a) alcsalád. Tubuliflorae
b) alcsalád. Liguliflorae
XXVI. sorozat. Guttiferales ( + Theales)
1. család. Dilleniaceae
2. család. Actinidiaceae
3. család. Marcgraviaceae
4. család. Hypericaceae
5. család. Theaceae
6. család. Dipterocarpaceae
XXVII. sorozat. Ericales
1. család. Pyrolaceae
2. család. Ericaceae
3. család. Empetraceae
Vissza a tartalomjegyzékhez

#### IV. ágazat. CENTROSPERMAE – MONOCHLAMYDEAE
XXVIII. sorozat. Santalales
1. alsorozat. Santalineae
1. család. Santalaceae
2. család. Olacaceae
2. alsorozat. Loranthineae
3. család. Loranthaceae
3. alsorozat. Balanophorineae
4. család. Balanophoraceae
4. alsorozat. Cynomorineae
5. család. Cynomoriaceae
XXIX. sorozat. Proteales
család. Proteaceae
XXX. sorozat. Centrospermae (Caryophyllales)
1. alsorozat. Phytolaccineae
1. család. Phytolaccaceae
2. család. Nyctaginaceae
3. család. Aizoaceae
2. alsorozat. Portulacineae
4. család. Basellaceae
5. család. Portulacaceae
3. alsorozat. Caryophyllineae
6. család. Caryophyllaceae
1. alcsalád. Silenoideae
2. alcsalád. Alsinoideae
3. alcsalád. Paronychioideae (Herniarioideae)
4. alsorozat. Chenopodineae
7. család. Chenopodiaceae
8. család. Amaranthaceae
XXXI. sorozat. Cactales
család. Cactaceae
XXXII. sorozat. Primulales
1. család. Myrsinaceae
2. család. Primulaceae
3. család. Theophrastaceae
XXXIII. sorozat. Plumbaginales
család. Plumbeginaceae
XXXIV. sorozat. Ebenales
1.család. Sapotaceae
2. család. Ebenaceae
3. család. Styracaceae
4. család. Symplocaceae
XXXV. sorozat. Polygonales
család. Polygonaceae
XXXVI. sorozat. Urticales
1. család. Moraceae
1. alcsalád. Moroideae
2. alcsalád. Artocarpoideae
2. család. Cannabinaceae
3. család. Urticaceae
4. család. Ulmaceae
1. alcsalád. Ulmoideae
2. alcsalád. Celtidoideae
XXXVII. sorozat. Fagales
1. család. Betulaceae
2. család. Fagaceae
XXXVIII. sorozat. Juglandales
család. Juglandaceae
XXXIX. sorozat. Myricales
család. Myricaceae
XXXIX/a. sorozat. Leitneriales
XXXIX/b. sorozat. Balanopsidales
XL. sorozat. Salicales
család. Salicaceae
XLI. sorozat. Verticillatae
család. Casuarinaceae
Vissza a tartalomjegyzékhez

### B) osztály. MONOCOTYLEDONES – Egyszikűek

#### V. ágazat. HELOBIAE – GRAMINALES
XLII. sorozat. Helobiae (Alismatales)
1. család. Alismataceae
2. család. Butomaceae
3. család Hydrocharitaceae
4. család. Zosteraceae
-. család. Aponogetonaceae
5. család. Najadaceae
6. Juncaginaceae
XLIII. sorozat. Liliiflorae
1. alsorozat. Liliineae
1. család. Liliaceae
1. alcsalád. Melanthioideae
2. alcsalád. Asphodeloideae
3. alcsalád. Allioideae
4. alcsalád. Lilioideae
5. alcsalád. Asparagoideae
6. alcsalád. Dracaenoideae
7. alcsalád. Smilacoideae
2. család. Amaryllidaceae
1. alcsalád. Amaryllidoiadeae
2. alcsalád. Agavoideae
3. alcsalád. Hypoxydoideae
2. alsorozat. Iridineae
3. család. Dioscoreaceae
4. család. Iridaceae
5. család. Taccaceae
3. alsorozat. Juncineae
6. család. Juncaceae
7. család. Flagellariaceae
XLIV. sorozat. Scitamineae (Zingiberales)
1. család. Musaceae
1. alcsalád. Strelitzioideae
2. alcsalád. Musoideae
2. család. Zingiberaceae
3. család. Cannaceae
4. család. Marantaceae
XLV. sorozat. Gynandrae
1. család. Burmanniaceae
2. család. Orchidaceae
1. alcsalád. Pleonandrae
2. alcsalád. Monandrae
XLVI. sorozat. Cyperales
család. Cyperaceae
1. alcsalád. Scirpoideae
2. alcsalád. Caricoideae
XLVII. sorozat. Farinosae (Enantioblastae)
1. család. Bromeliaceae
2. család. Commelinaceae
3. család. Eirocaulaceae
4. család. Restionaceae
5. család. Pontederiaceae
XLVIII. sorozat. Graminales (Glumiflorae)
család. Graminae
1. tribus. Bambuseae
2. tribus. Oryzeae
3. tribus. Festucaceae
4. tribus. Hordeae
5. tribus. Chlorideae
6. tribus. Aveneae
7. tribus. Agrostideae
8. tribus. Phalarideae
9. tribus. Paniceae
10. tribus. Andropogoneae
Vissza a tartalomjegyzékhez

#### VI. ágazat. SPADICIFLORAE – PANDANALES
XLIX. sorozat. Spadiciflorae
1. család. Palmae
2. család. Cyclanthaceae
3. család. Araceae
4. család. Lemnaceae
L. sorozat. Pandanales
1. család. Pandanaceae
2. család. Sparganiaceae
3. család. Typhaceae